# Para-Leichtathletik-Weltmeisterschaften 2013
| Medaillenspiegel (Stand nach 207 von 207 Medaillenentscheidungen – 28. Juli 2013) | Medaillenspiegel (Stand nach 207 von 207 Medaillenentscheidungen – 28. Juli 2013) | Medaillenspiegel (Stand nach 207 von 207 Medaillenentscheidungen – 28. Juli 2013) | Medaillenspiegel (Stand nach 207 von 207 Medaillenentscheidungen – 28. Juli 2013) | Medaillenspiegel (Stand nach 207 von 207 Medaillenentscheidungen – 28. Juli 2013) | Medaillenspiegel (Stand nach 207 von 207 Medaillenentscheidungen – 28. Juli 2013) |
| Platz                                                                             | Land                                                                              | G                                                                                 | S                                                                                 | B                                                                                 | Gesamt                                                                            |
| --------------------------------------------------------------------------------- | --------------------------------------------------------------------------------- | --------------------------------------------------------------------------------- | --------------------------------------------------------------------------------- | --------------------------------------------------------------------------------- | --------------------------------------------------------------------------------- |
| 1                                                                                 | Russland                                                                          | 26                                                                                | 16                                                                                | 11                                                                                | 53                                                                                |
| 2                                                                                 | USA                                                                               | 17                                                                                | 18                                                                                | 17                                                                                | 52                                                                                |
| 3                                                                                 | Brasilien                                                                         | 16                                                                                | 10                                                                                | 14                                                                                | 40                                                                                |
| 4                                                                                 | Ukraine                                                                           | 13                                                                                | 9                                                                                 | 8                                                                                 | 30                                                                                |
| 5                                                                                 | Großbritannien                                                                    | 11                                                                                | 9                                                                                 | 9                                                                                 | 29                                                                                |
| 6                                                                                 | VR China                                                                          | 10                                                                                | 13                                                                                | 4                                                                                 | 27                                                                                |
| 7                                                                                 | Deutschland                                                                       | 10                                                                                | 9                                                                                 | 9                                                                                 | 28                                                                                |
| 8                                                                                 | Polen                                                                             | 10                                                                                | 8                                                                                 | 8                                                                                 | 26                                                                                |
| 9                                                                                 | Algerien                                                                          | 10                                                                                | 8                                                                                 | 5                                                                                 | 23                                                                                |
| 10                                                                                | Tunesien                                                                          | 8                                                                                 | 6                                                                                 | 1                                                                                 | 15                                                                                |
| …                                                                                 |                                                                                   |                                                                                   |                                                                                   |                                                                                   |                                                                                   |
| 13                                                                                | Schweiz                                                                           | 6                                                                                 | 5                                                                                 | 3                                                                                 | 14                                                                                |
| …                                                                                 |                                                                                   |                                                                                   |                                                                                   |                                                                                   |                                                                                   |
| 27                                                                                | Österreich                                                                        | 1                                                                                 | 3                                                                                 | 2                                                                                 | 6                                                                                 |
| …                                                                                 |                                                                                   |                                                                                   |                                                                                   |                                                                                   |                                                                                   |
| Vollständiger Medaillenspiegel                                                    |                                                                                   |                                                                                   |                                                                                   |                                                                                   |                                                                                   |

Die Para-Leichtathletik-Weltmeisterschaften 2013 (auch Leichtathletik-Weltmeisterschaften der Behinderten) (englisch World Para Athletics Championships; französisch Championnats du monde d'athlétisme handisport) waren die sechsten Para-Leichtathletik-Weltmeisterschaften und wurden vom 19. bis 28. Juli 2013 im Stade du Rhône im Parc de Parilly der französischen Stadt Vénissieux in der Metropolregion Lyon ausgetragen.
Es hatten im Vorfeld 100 Nationen mit 1236 Athleten und Athletinnen unterstützt von 666 Personen im Begleiterstab ihr Interesse bekundet, von denen schließlich knapp 1100 Sportler aus 93 Staaten antraten. Es waren die bis dato größten Behindertenweltmeisterschaften.

## Teilnehmende Nationen
Knapp 1100 Athletinnen und Athleten aus 93 Nationen konkurrierten bei 207 Medaillenentscheidungen.
| - Ägypten (12) - Äthiopien (1) - Algerien (25) - Angola (4) - Argentinien (13) - Aserbaidschan (9) - Australien (36) - Bahrain (4) - Belgien (3) - Benin (2) - Bermuda (1) - Bosnien und Herzegowina (2) - Brasilien (35) - Brunei (1) - Bulgarien (9) - Chile (1) - Dänemark (5) - Deutschland (26) - Finnland (10) - Frankreich (33) - Gambia (1) - Griechenland (19) - Großbritannien (46) - Hongkong (1) - Indien (10) - Irak (7) - Iran (11) - Irland (8) - Island (3) - Israel (1) - Italien (12) - Jamaika (5) | - Japan (34) - Jordanien (2) - Kamerun (1) - Kanada (32) - Kap Verde (2) - Kasachstan (8) - Katar (2) - Kenia (5) - Kolumbien (18) - Kroatien (14) - Kuba (6) - Kuwait (8) - Lettland (7) - Libyen (5) - Litauen (6) - Luxemburg (1) - Malaysia (7) - Marokko (15) - Mexiko (21) - Mongolei (1) - Montenegro (1) - Mosambik (2) - Namibia (8) - Neuseeland (2) - Niederlande (9) - Nigeria (9) - Norwegen (1) - Österreich (5) - Palästina (2) - Polen (35) - Portugal (21) - Ruanda (1) | - Rumänien (2) - Russland (66) - Saudi-Arabien (5) - Schweden (10) - Schweiz (14) - Senegal (1) - Serbien (5) - Slowakei (8) - Slowenien (4) - Spanien (25) - Sri Lanka (8) - Südafrika (28) - Südkorea (6) - Syrien (1) - Taiwan (4) - Thailand (11) - Tschechien (15) - Türkei (13) - Tunesien (12) - Uganda (1) - Ukraine (32) - Ungarn (4) - USA (76) - Usbekistan (5) - Venezuela (23) - Vereinigte Arabische Emirate (18) - VR China (22) - Belarus (3) - Zentralafrikanische Republik (1) |